# Boris Williams
Pour les articles homonymes, voir Williams.

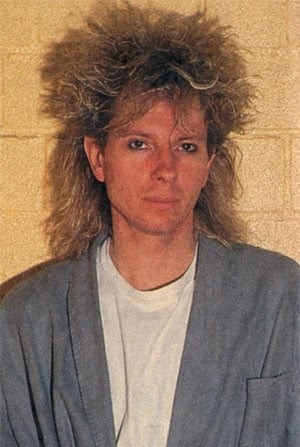
Photo de Boris Williams

Boris Williams, de son nom complet Boris Peter Bransby-Williams, né le 24 avril 1951 à Versailles en France, est un batteur britannique connu pour sa participation au groupe The Cure, et à l'enregistrement des albums du groupe de 1985 à 1994 : The Head on the Door, Kiss Me, Kiss Me, Kiss Me, Disintegration et Wish. Il avait auparavant été le batteur de Kim Wilde et des Thompson Twins. Après son départ de The Cure, il a fondé le groupe Babacar.

## Biographie
Né en France à Versailles, il a vécu ensuite à Belgrade jusqu'en 1963 avant que sa famille s'installe à Farnham en Angleterre.

Il joue de la batterie dès 1973 avec divers groupes et artistes, notamment Kim Wilde ou les Thompson Twins à partir de septembre 1982, groupe dans lequel jouera aussi Roger O'Donnell. En novembre 1984, il rejoint The Cure en pleine tournée, en remplacement de Andy Anderson, viré du groupe pour avoir détruit une chambre d'hôtel. C'est Phil Thornalley alors bassiste de The Cure et qui avait travaillé avec Thompson Twins qui pense à lui. Boris Williams s'intègre parfaitement et à la fin de la tournée Robert Smith lui propose de rester dans le groupe. Il y restera jusqu'en juillet 1994.

Durant cette période, Williams joue sur Strawberry Switchblade, unique album du groupe éponyme paru en 1985, sur le premier album de Robbie Nevil produit par Phil Thornalley et Alex Sadkin en 1986, sur Candleland, premier album solo de Ian McCulloch le chanteur du groupe Echo & The Bunnymen, sorti en 1989, et sur l'album Humroot de Shelleyan Orphan en 1992.
Avec la chanteuse Caroline Crawley et le bassiste Roberto Soave, tous deux issus du groupe Shelleyan Orphan, il fonde Babacar. La formation n'enregistrera qu'un seul album en 1998 avant de se séparer.
Le 13 août 2001, Boris Williams rejoint The Cure le temps de l'enregistrement de Acoustic Hits, le CD bonus de l'édition limitée de la compilation Greatest Hits, où il joue des percussions sur des versions acoustiques des titres les plus connus du groupe.
En octobre 2008, on le retrouve sur We Have Everything We Need, le nouvel album des Shelleyan Orphan à nouveau réunis.
C'est avec un ancien musicien de Shelleyan Orphan, Jem Tayle, qu'il forme en 2024 un nouveau projet musical, Vamberator, dont le premier album, Age of Loneliness, sort en novembre 2024,.